# Clypeocarta
Clypeocarta is een geslacht van halfvleugeligen uit de familie schuimcicaden (Cercopidae). De wetenschappelijke naam van dit geslacht is voor het eerst geldig gepubliceerd in 1955 door Lallemand & Synave.

## Soorten
Het geslacht Clypeocarta omvat de volgende soorten:
- Clypeocarta altipeta Lallemand & Synave, 1955
- Clypeocarta intermedia Lallemand & Synave, 1955
- Clypeocarta nigrifacies Lallemand & Synave, 1955
- Clypeocarta rubescens Lallemand, 1957